# Alamüdün (distrikt)
Alamudunskij Rajon (ryska: Аламудунский Район) är ett distrikt i Kirgizistan.   Det ligger i oblastet Tjüj Oblusu, i den norra delen av landet, 6 km söder om huvudstaden Bisjkek.